# Parafia św. Jakuba Apostoła w Jadowie
Parafia Świętego Jakuba Apostoła w Jadowie – parafia rzymskokatolicka należąca do dekanatu jadowskiego, diecezji warszawsko-praskiej, metropolii warszawskiej Kościoła katolickiego. Erygowana w 1481. Prowadzą ją księża diecezjalni.
Do parafii należą wierni z następujących miejscowości:  Annopol, Borki, Dębe Małe, Dzierżanów, Jadów, Jadwisin, Józefów, Młynisko, Myszadła, Nowy Jadów, Oble, Podbale, Podmyszadła, Rozalin, Sitne, Starowola, Warmiaki, Wężówka, Wójty, Wyglądały i  Zawiszyn.

## Cmentarz
- Cmentarz parafialny w Jadowie